# کنستانتین هویگنس
سِر کنستانتین هویگنس یا کنستانتین هویخنس (به هلندی: Constantijn Huygens) (۴ سپتامبر ۱۵۹۶ – ۲۸ مارس ۱۶۸۷) شاعر، نویسنده، آهنگساز، و دیپلمات اهل هلند در دوران طلایی هلند بود. او دبیرِ دربارِ فردریک هنری اورانژ و ویلیام دوم، شاهزادهٔ اورانژ، و پدرِ کریستیان هویگنس، دانشمند و فیزیک‌دان نامدار بود.
در سال ۱۹۴۷، به افتخار او، جایزه‌ای ادبی به نام «جایزهٔ کنستانتین هویگنس» (به هلندی: Constantijn Huygens-prijs) در هلند بنیاد گذاشته شد و از همان زمان، هر سال برگزار شده است.

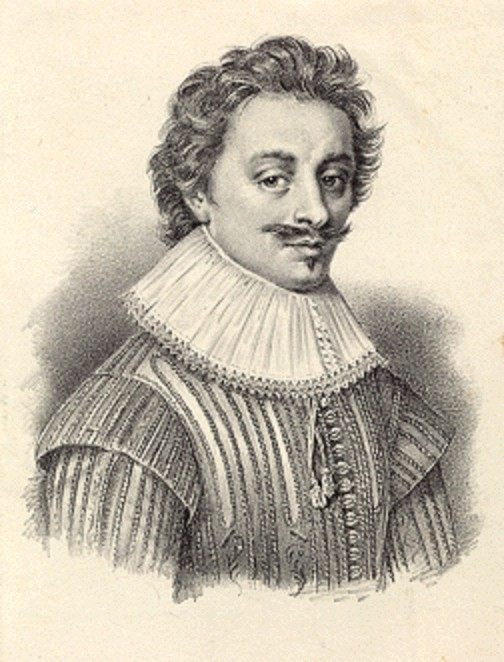
کنستانتین هویگنس (۱۶۲۳)